# آرامستان ماونت اوبرن

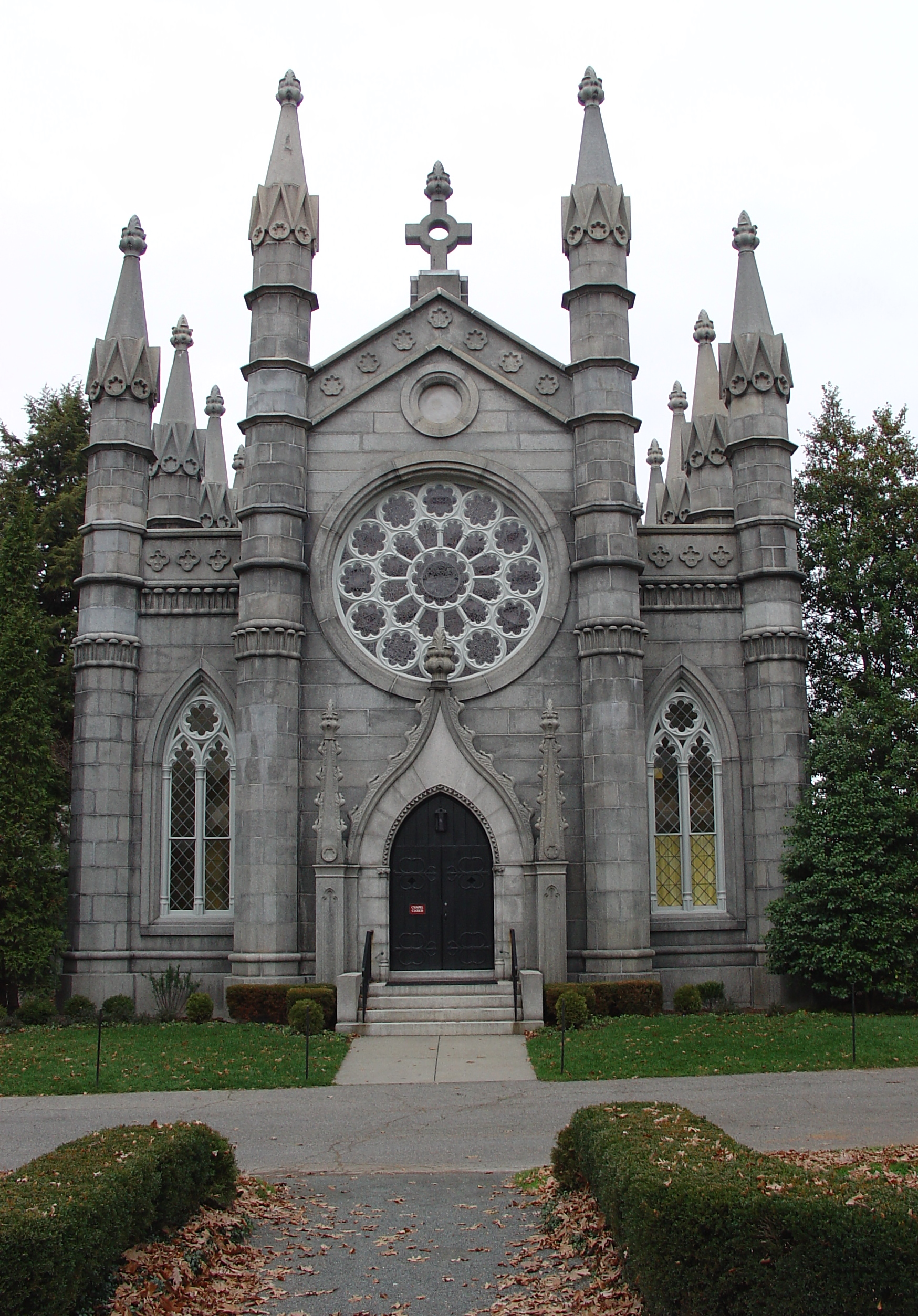
نیایشگاه بیگلو

آرامستان ماونت اوبرن (انگلیسی: Mount Auburn Cemetery) گورستانی در ایالات متحده آمریکا در فاصلهٔ میان کمبریج و واترتاون در شهرستان میدلسکس، ماساچوست، در فاصلهٔ ۴ مایل (۶٫۴ کیلومتر) غرب بوستون است که محل دفن برخی نامداران این کشور است.
این آرامستان که در ۱۸۳۱ میلادی آغاز به‌کار کرد،۱۷۴ جریب فرنگی (۷۰ هکتار) وسعت دارد و دارای اهمیت تاریخی و طبیعی (به‌عنوان یک درختستان وسیع) است. منظرهٔ زیبا و آرامش‌بخش این گورستان همزمان با رواج واژهٔ آرامستان در آمریکا (به‌جای واژهٔ قبرستان) بود که برگرفته از یک واژه در زبان یونانی به معنای «محل خواب» است و آن چهرهٔ ترسناک مرگ را که از قبرستان‌های قدیمی و محوطه‌های دفن متعلق به کلیساها ناشی می‌شد، تحت‌الشعاع قرار داد. این مکان دارای مجسمه‌های یادمان در محوطه‌ای خوش منظره و وسیع است. آرامستان ماونت اوبرن در سال ۲۰۰۳ در فهرست «اماکن برجستهٔ تاریخی ملی» قرار گرفت. و نامش در فهرست ملی اماکن تاریخی ثبت شد. تا سال ۲۰۰۳ میلادی، بیش از ۹۳٬۰۰۰ نفر در این مکان دفن شده بود.

## برخی دفن‌شدگان

### الف
- الیزابت کابوت کری آگاسیز
- لویی آگاسی
- توماس بیلی آلدریچ
- مری بیکر ادی
- هارولد یوجین ادگرتون
- چارلز ویلیام الیوت
- ادوارد اورت
- هریسون گری اوتیس

### ب
- ادوین بوث
- چارلز بولفینچ

### پ
- چارلز استوارت پارنل

### د
- چارلز دونز
- ساموئل دکستر
- دوروتیا دیکس
- میلدرد درسلهاوس

### ر
- جان رالز
- ان رویر
- ژوزفین سن پیتر رافین

### س
- پل ساموئلسون
- بی‌اف اسکینر
- چارلز سامنر

### ش
- جولیان شوینگر
- کلود شانون

### ف
- باکمینستر فولر
- مارگارت فولر

### ک
- جرج کابوت
- استنلی کاول
- جیمز برایانت کونتانت
- رابرت کریلی

### گ
- ایزابلا استوارت گاردنر

### ل
- ادوین لند
- هنری کابوت لاج
- هنری کابوت لاج، جونیور
- هنری وادزورث لانگ‌فلو
- ایمی لوول
- جیمز راسل لوول

### م
- برنارد مالامود
- برایان جی.مارسدن
- آبراهام مزلو
- ویلیام مورتون

### ن
- شاهان ناتالی
- رابرت نوزیک

### و
- رابرت سی. وینتروپ

### ه
- الیور وندل هلمز
- وینسلو هومر
- جرج هاو
- جولیا وارد هوی

## نگارخانه

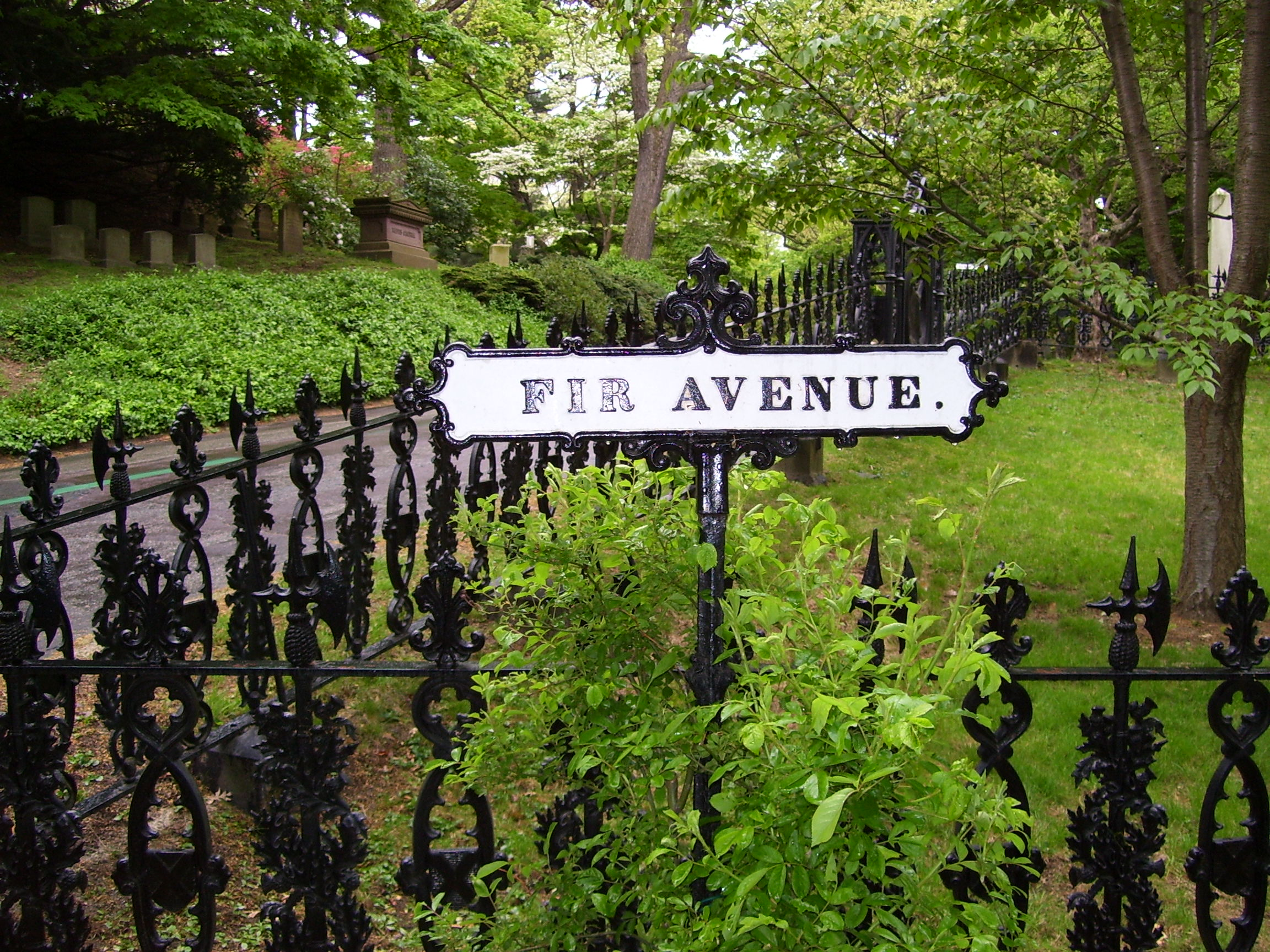
علامت مسیر فیر اَونیو در آرامستان
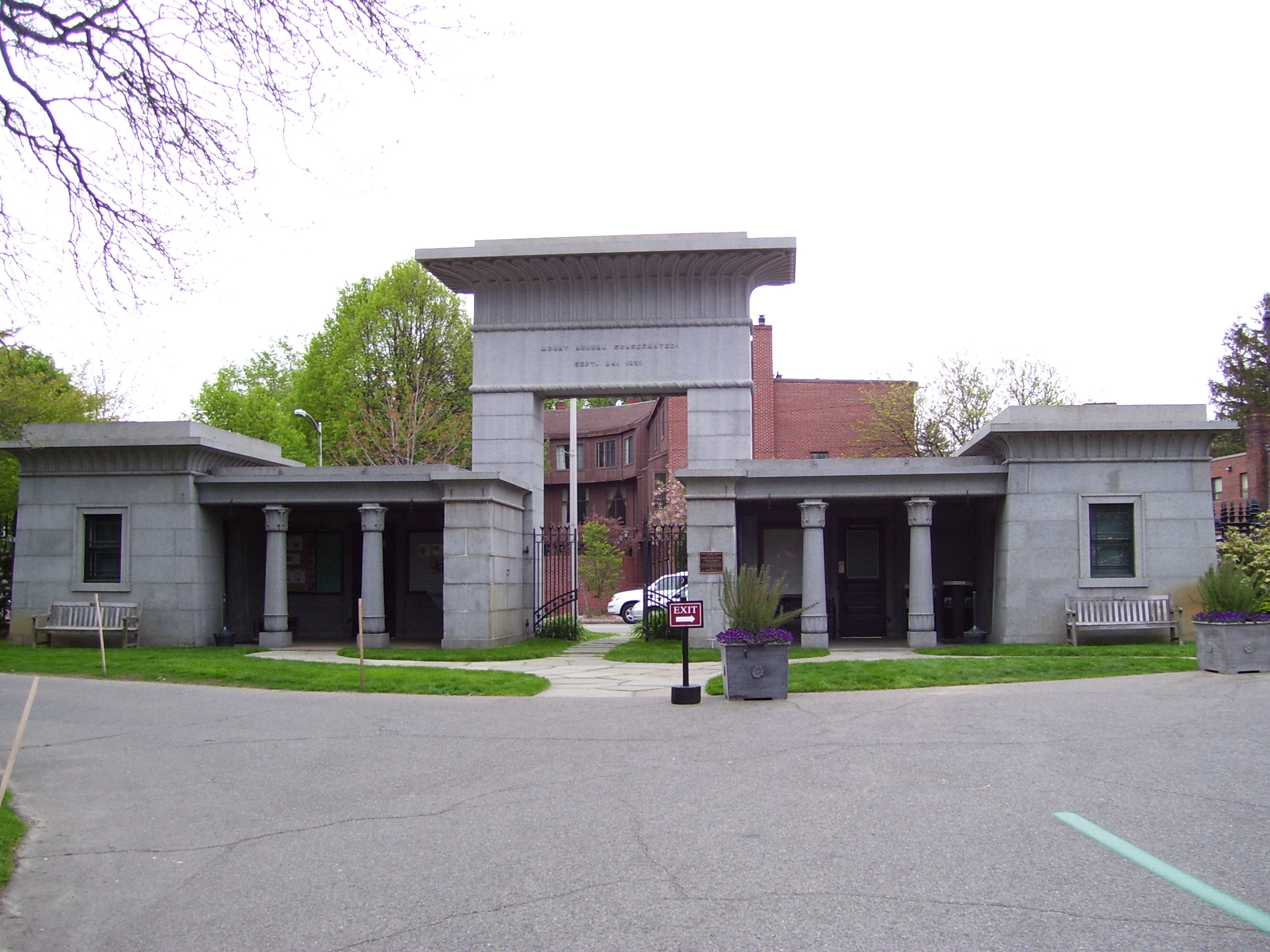
یکی از ورودی‌های آرامستان ماونت اوبرن با سبک معماری احیای مصری
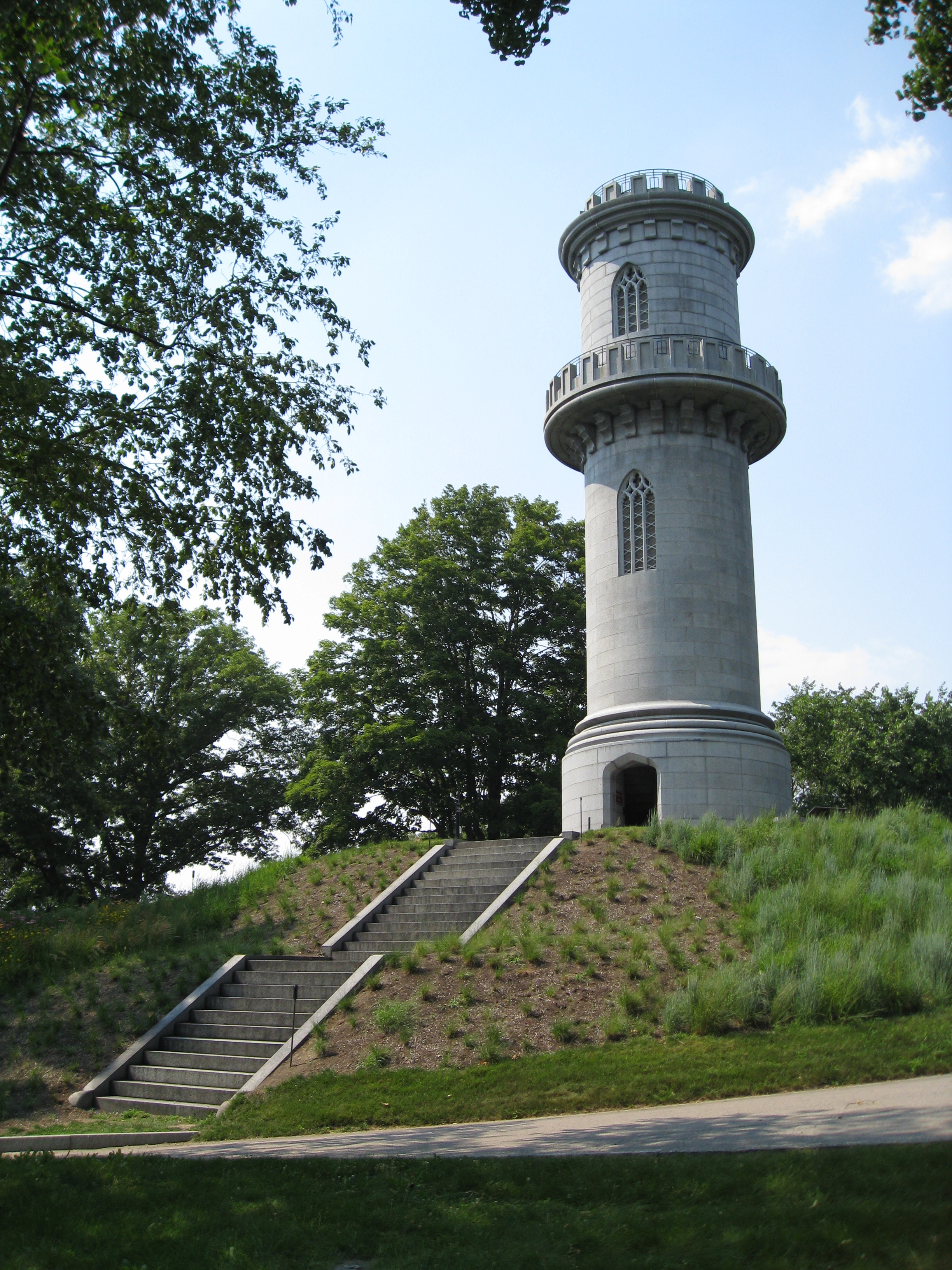
برج واشینگتن
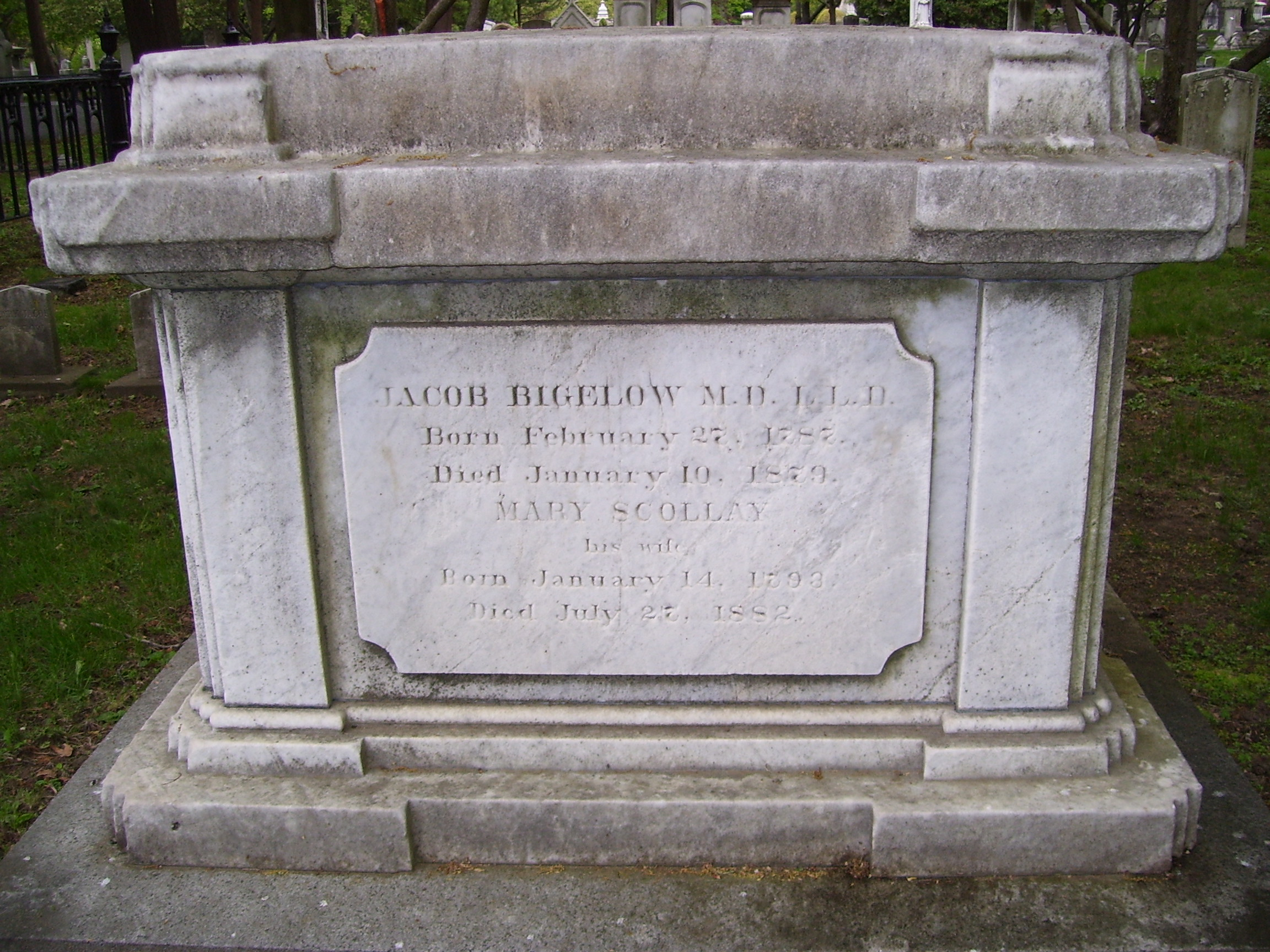
مقبرهٔ جیکوب بیگلو، یکی از طراحان آرامستان
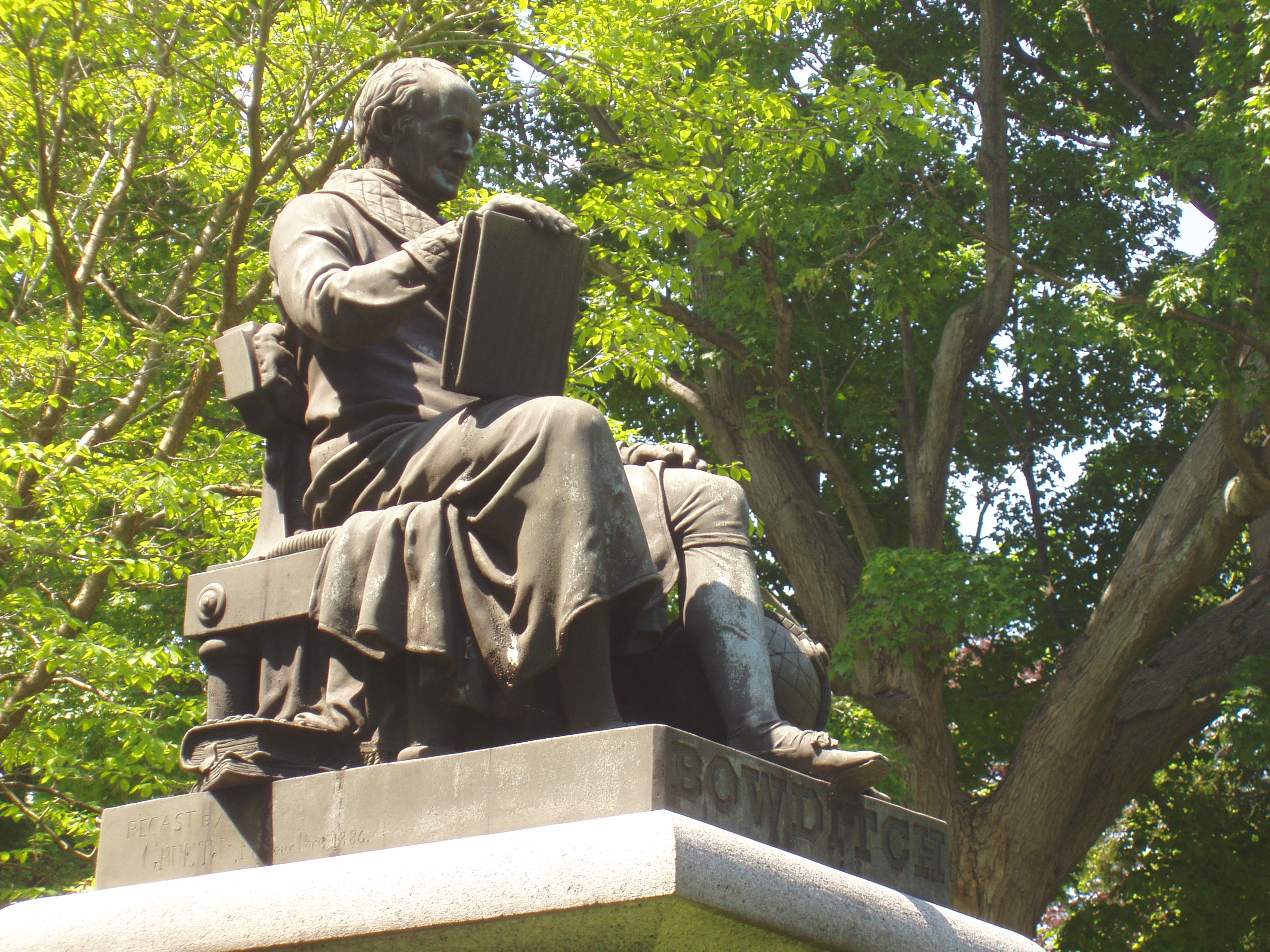
ناتانیل بودیچ
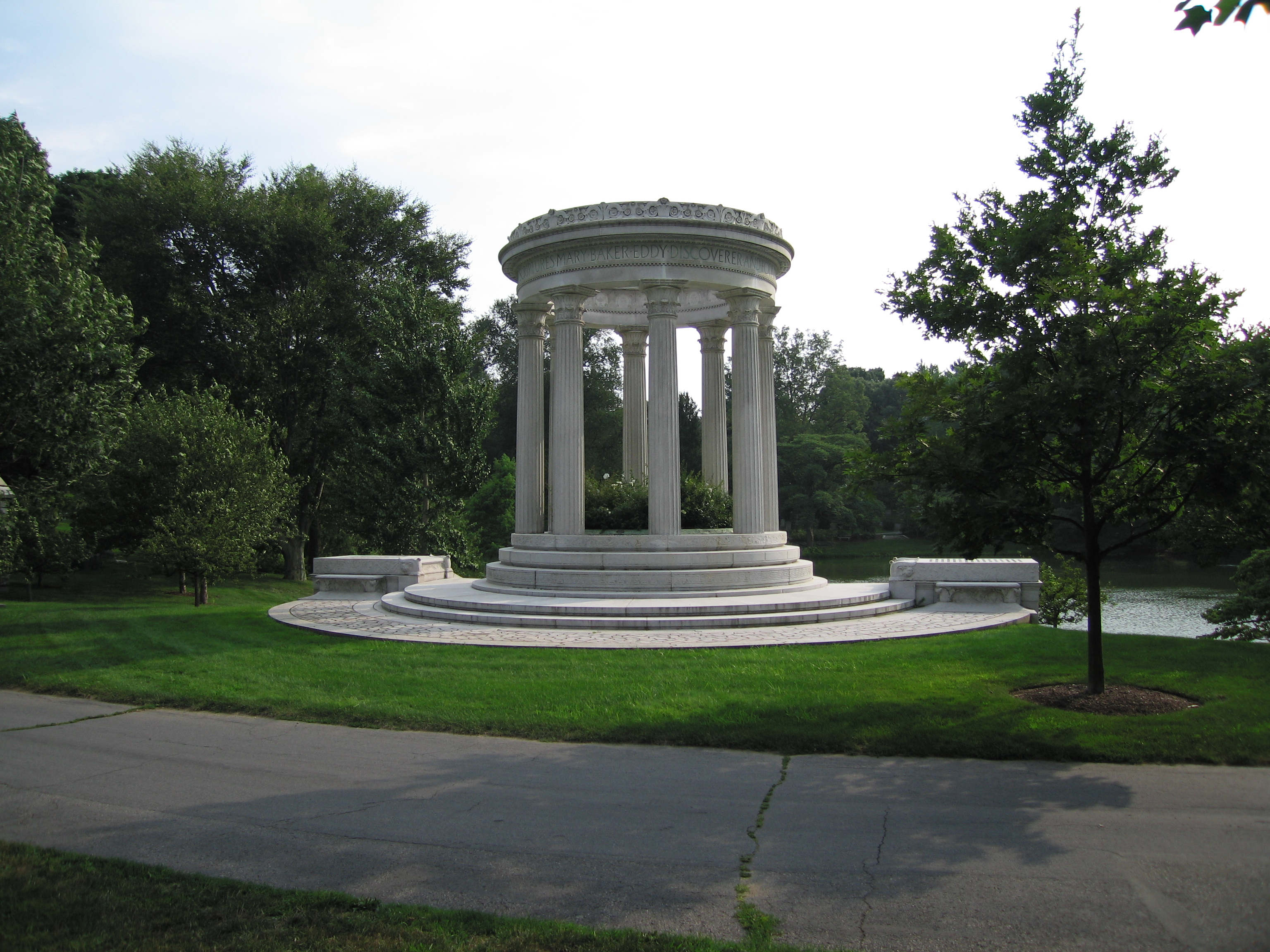
یادمان مری بیکر ادی
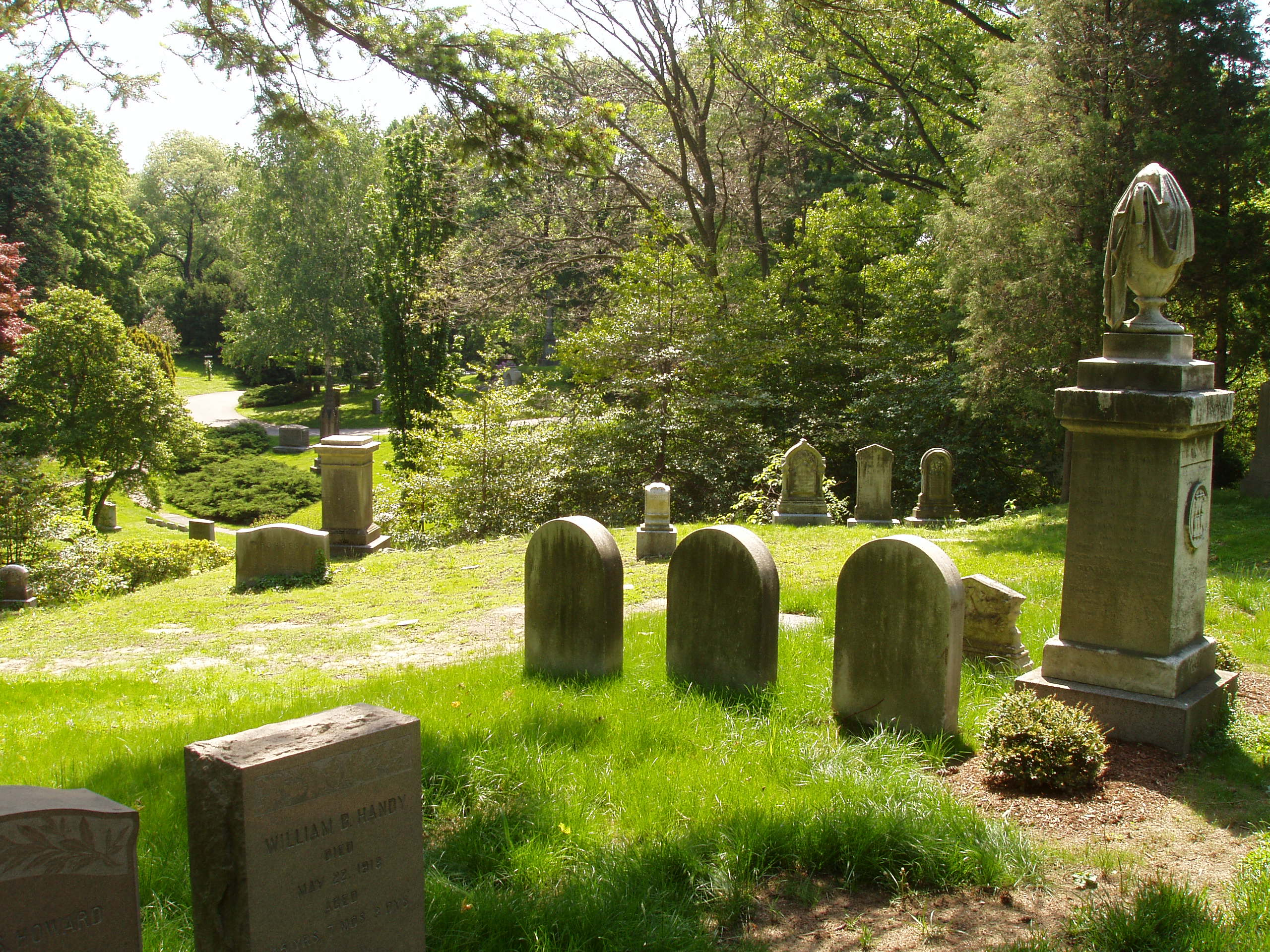
آرامستان ماونت اوبرن
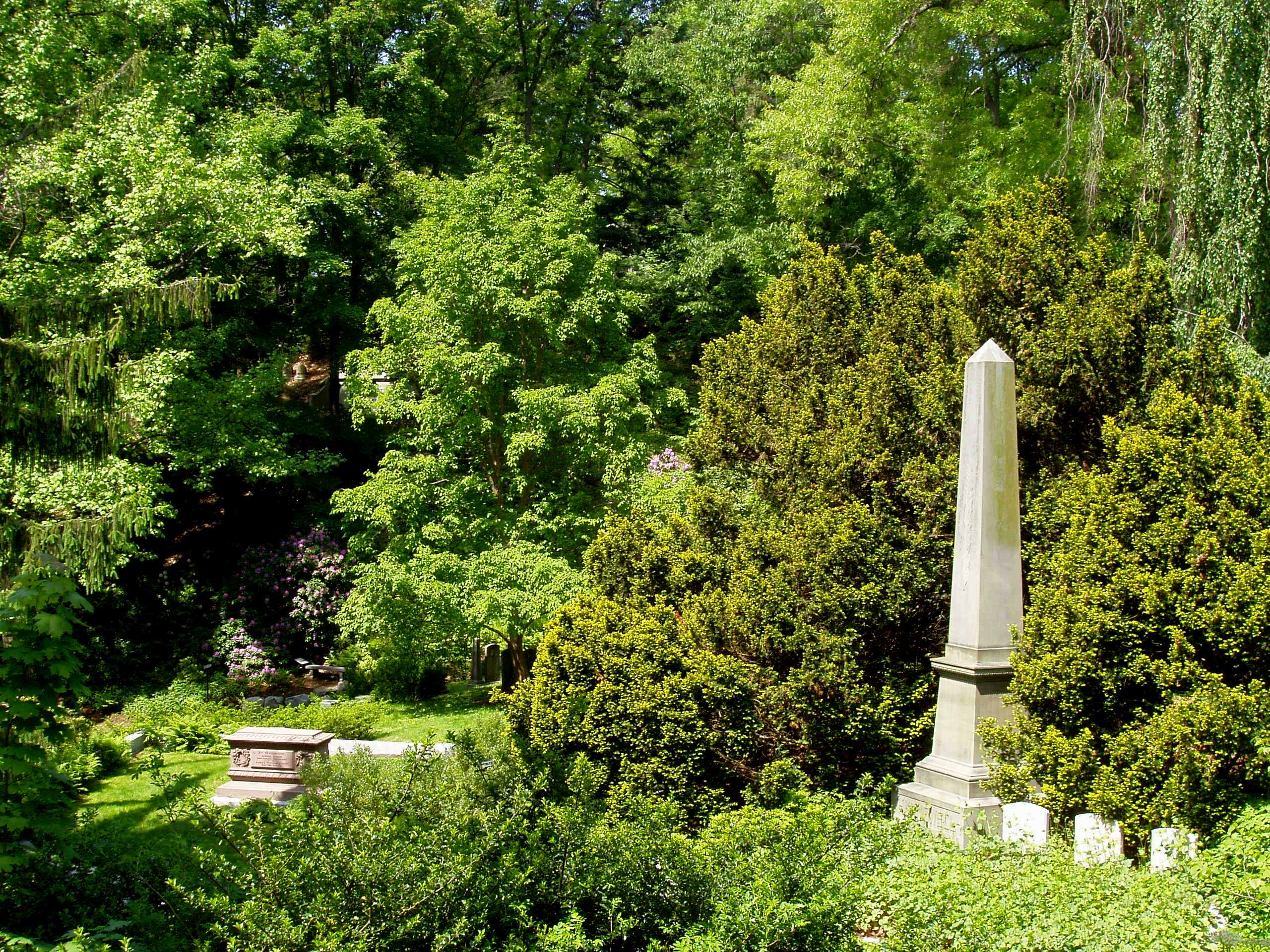
اچ.اچ. هانی‌ول ابلیسک خانوادگی
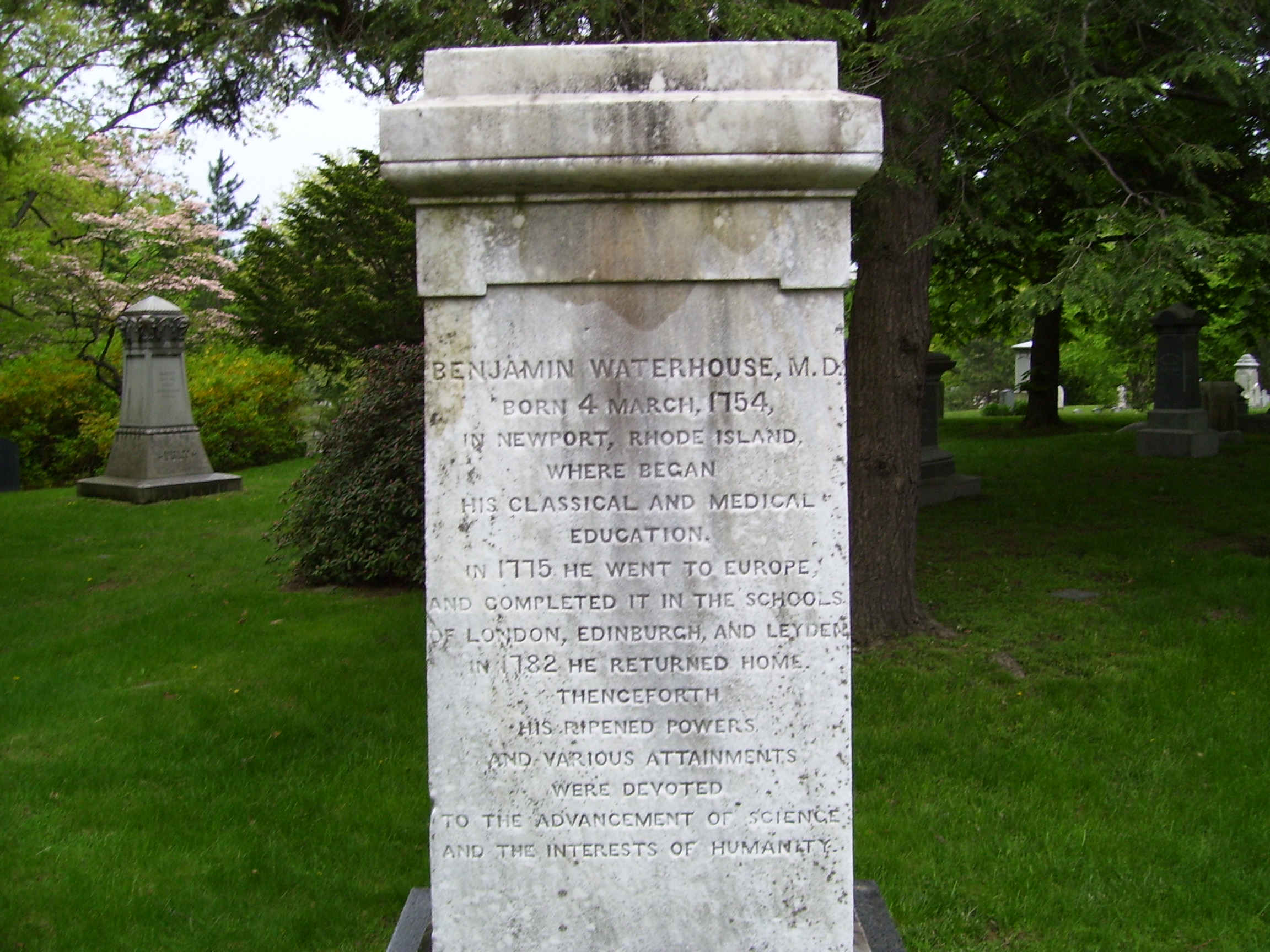
مقبرهٔ بنجامین واترهاوس
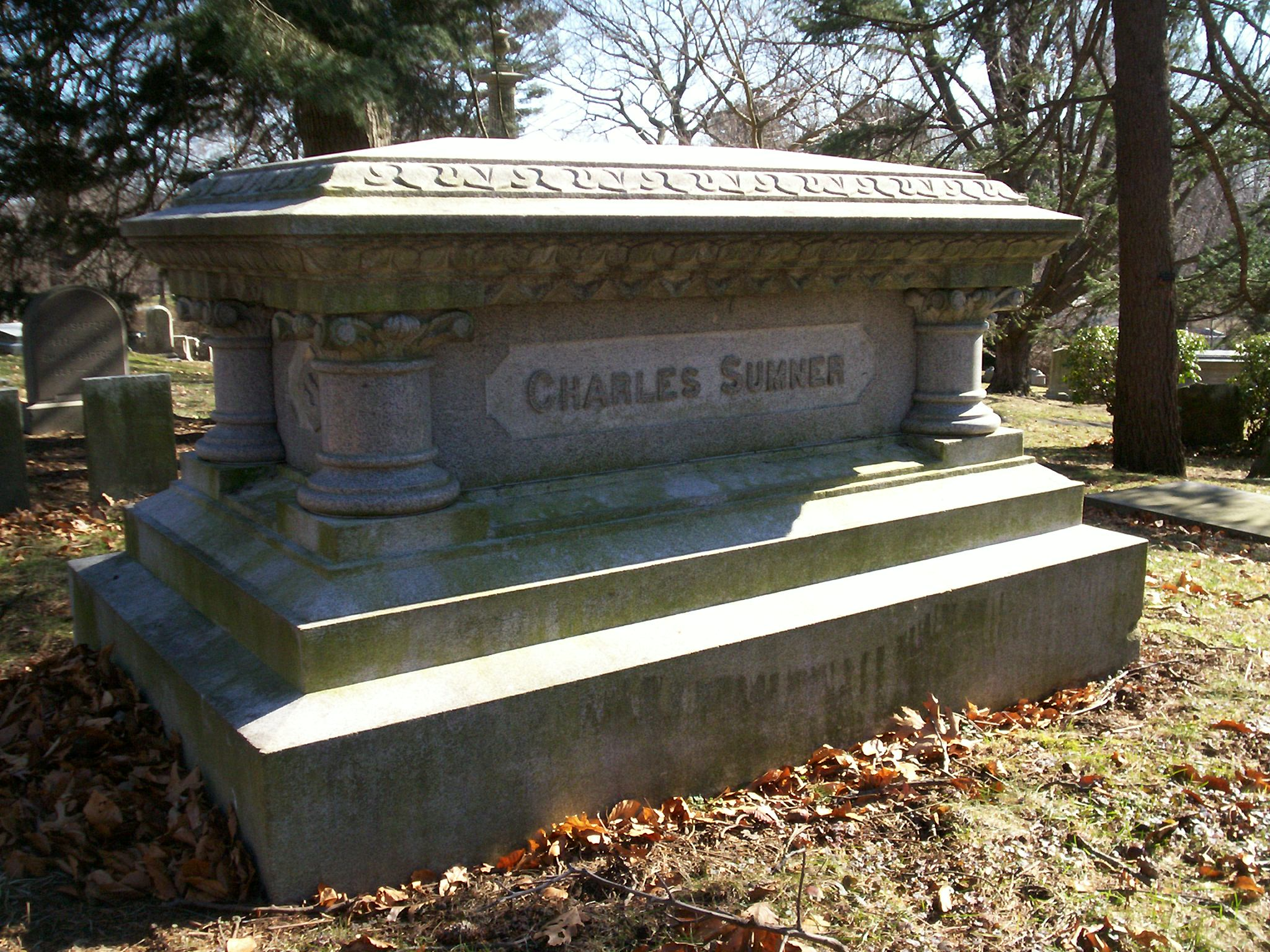
مقبرهٔ چارلز سامنر
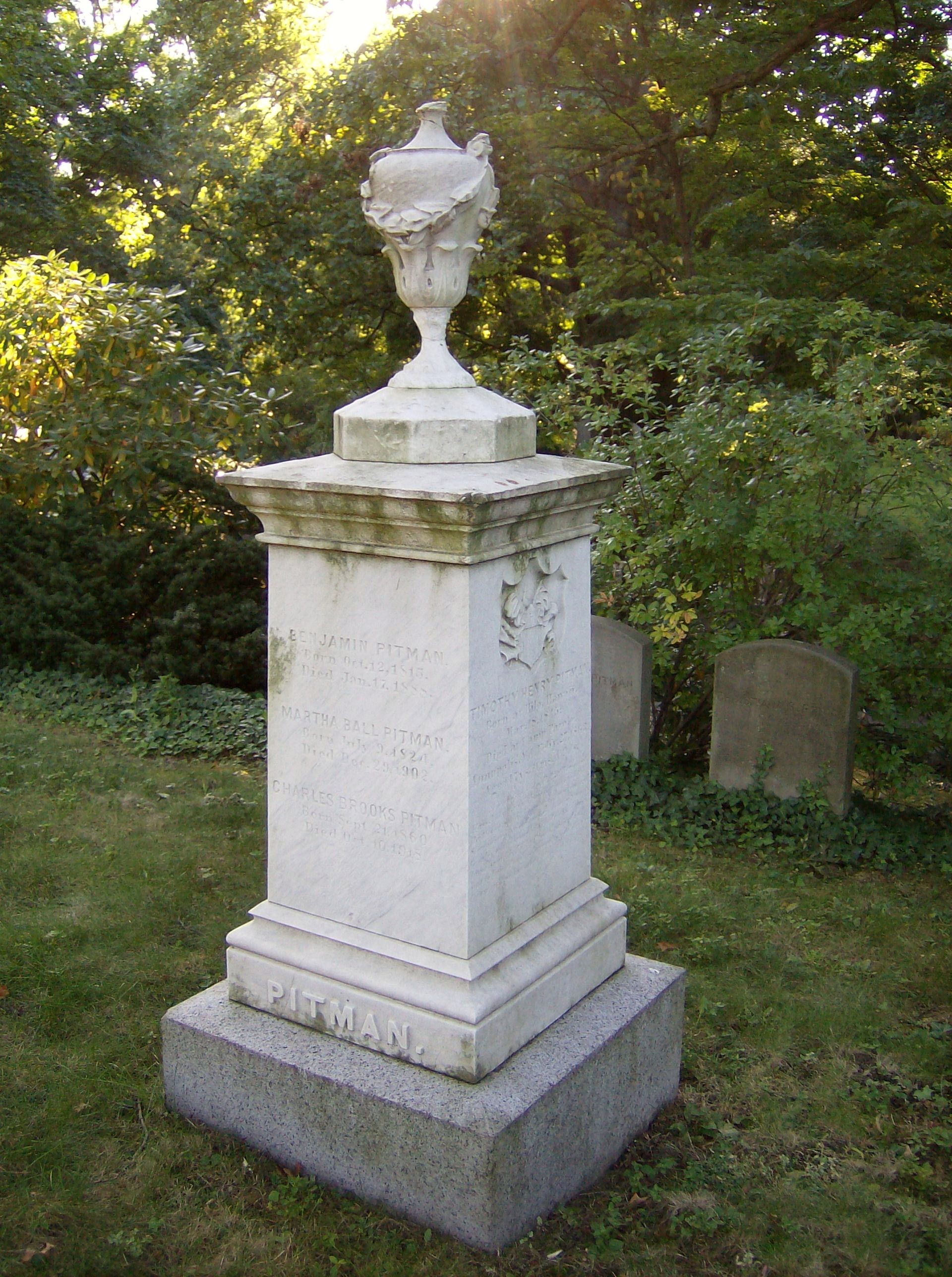
نشان خانوادهٔ پیتمن
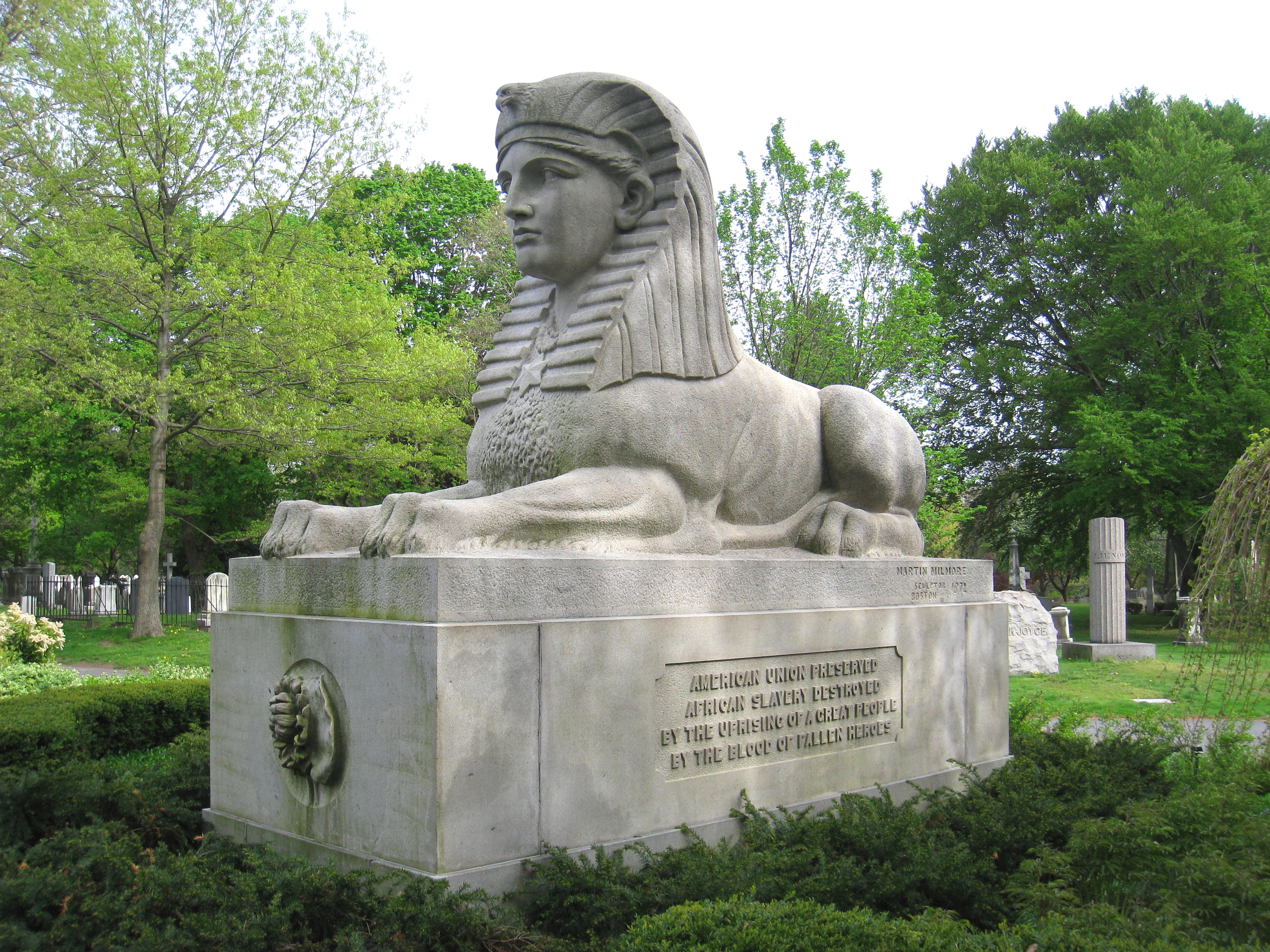
یادمان ابوالهول اثر مارتین میلمور، ۱۸۷۲
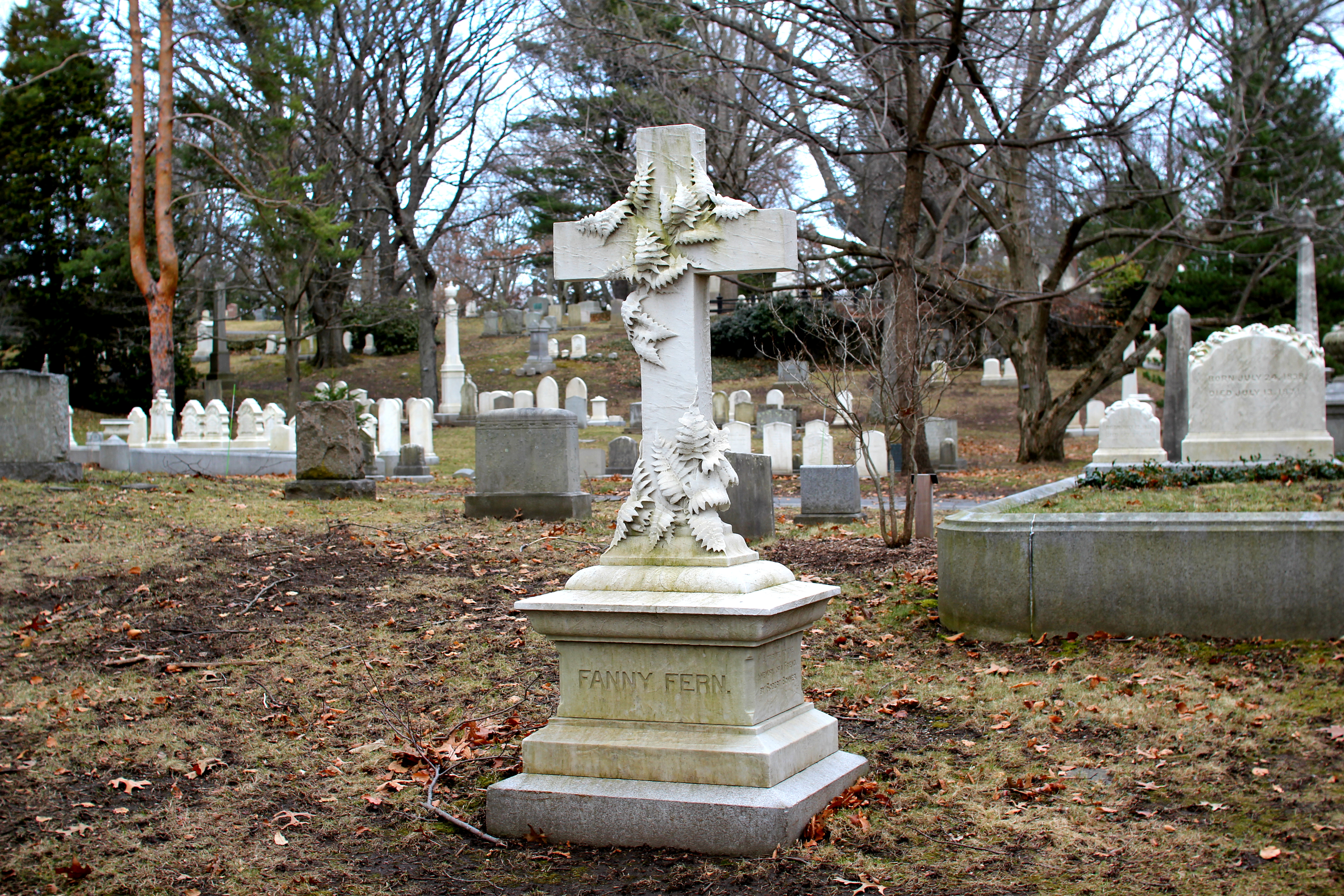
مقبرهٔ فنی فرن
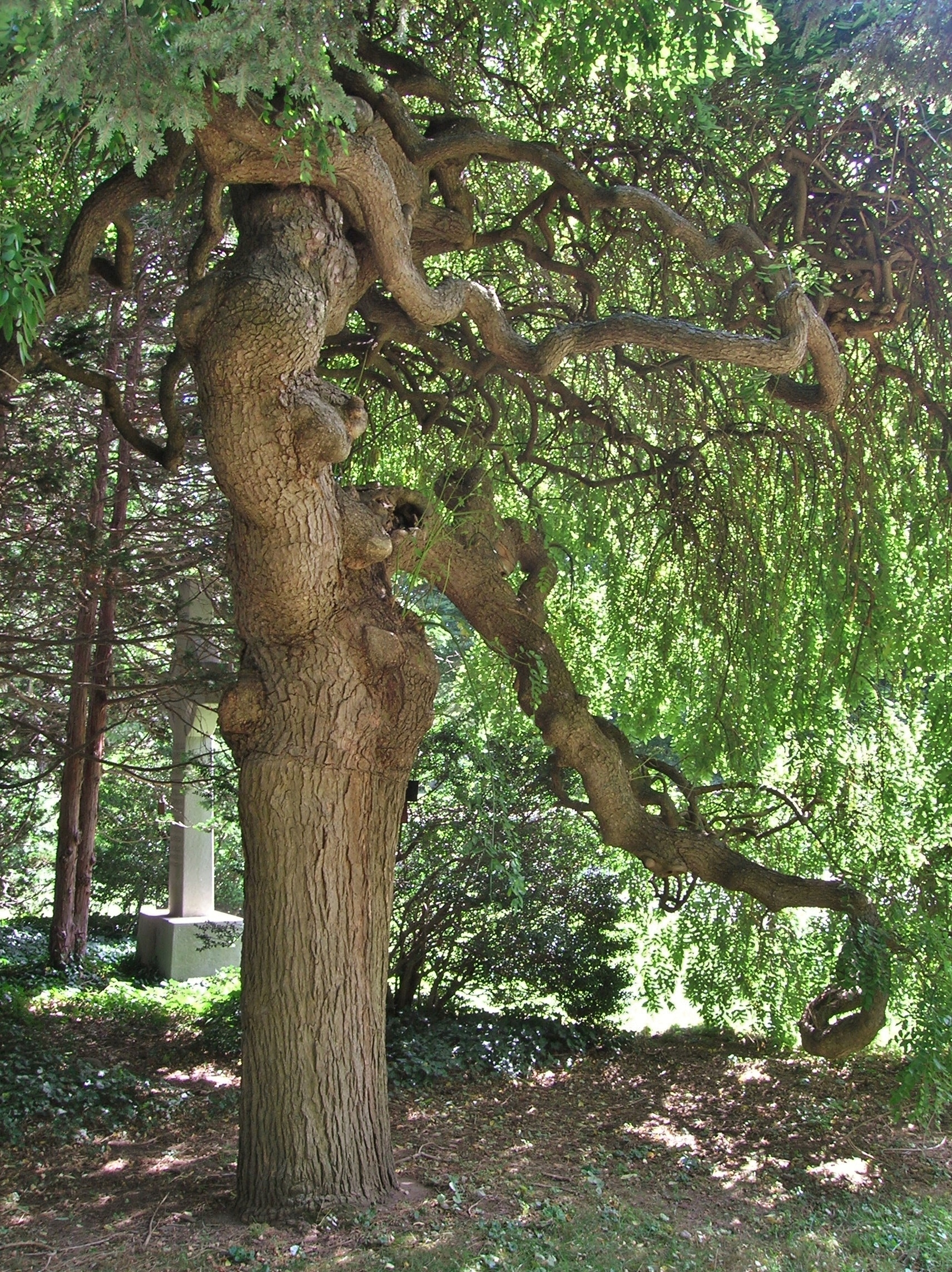
درخت تلخ بیان ژاپنی
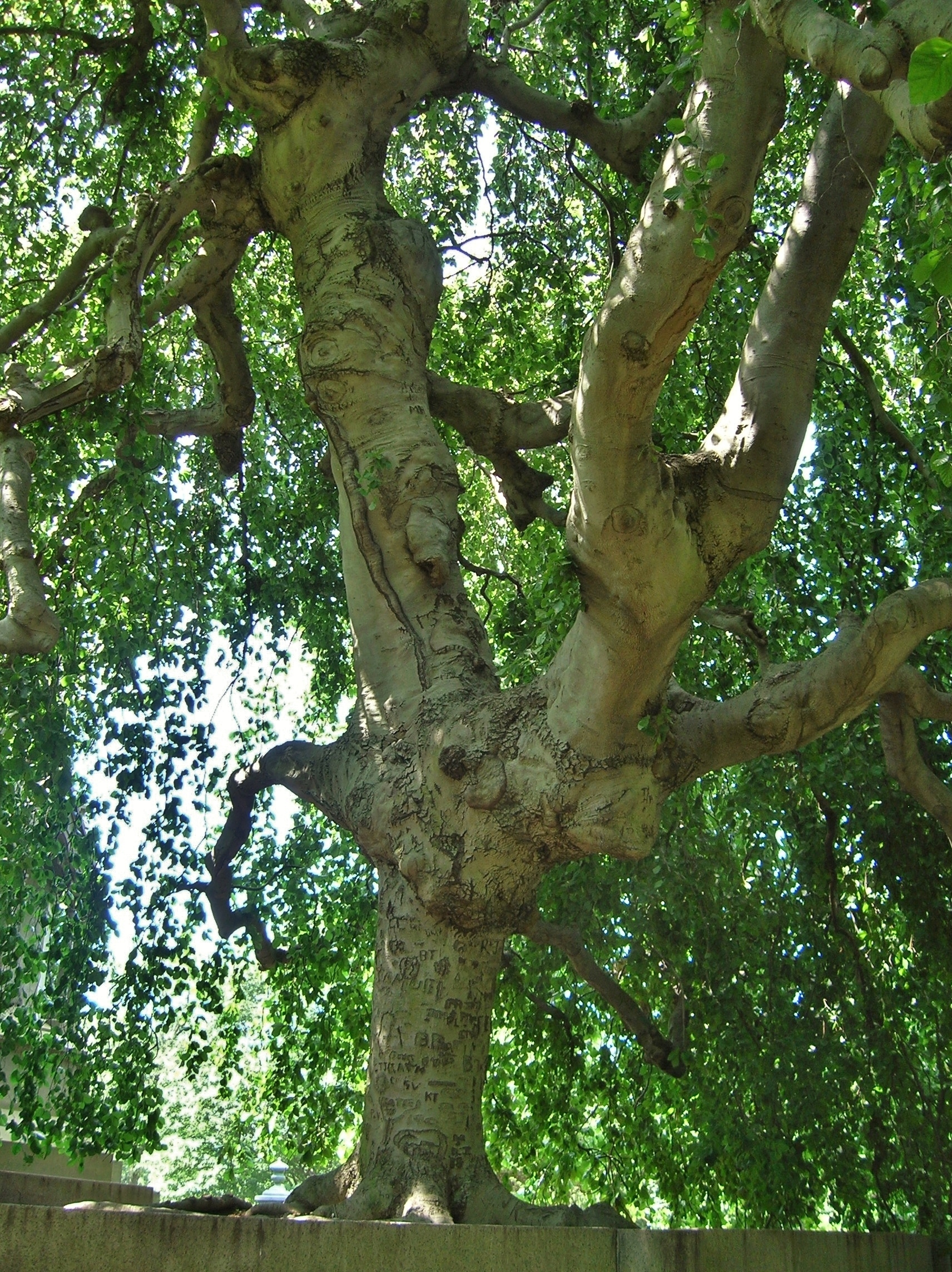
درخت راش اروپایی